# Fritz Prechtl
Fritz Prechtl (* 27. Dezember 1923 in Wien; † 12. September 2004 in Forchtenstein) war ein österreichischer Politiker (SPÖ) und Beamter der Österreichischen Bundesbahnen. Prechtl war von 1971 bis 1975 Mitglied des Bundesrates und von 1975 bis 1986 Abgeordneter zum Österreichischen Nationalrat.

## Leben
Prechtl absolvierte nach der Pflichtschule eine Lehre als Maschinenschlosser bei den Österreichischen Bundesbahnen und legte 1941 die Gesellenprüfung als Schlosser ab. Er trat 1945 als Schlosser in den Dienst der ÖBB-Hauptwerkstätte Simmering und war ab 1950 Ortsgruppenobmann der Gewerkschaft der Eisenbahner in der Hauptwerkstätte Simmering. 1959 stieg er zum Mitglied des Zentralausschusses für die Bediensteten der ÖBB auf, 1965 übernahm er den Vorsitz der Gewerkschaft der Eisenbahner. Er war zudem von 1966 bis 1975 Vizepräsident der Kammer für Arbeiter und Angestellte für Wien 1 und ab 1971 Präsident der Internationalen Transportarbeiter-Föderation. Ab 1975 wirkte er zudem als Obmann des Zentralausschusses für die Bediensteten der ÖBB. Prechtl vertrat die SPÖ vom 22. Oktober 1971 bis zum 17. Oktober 1975 im Bundesrat und vom 4. November 1975 bis zum 16. Dezember 1986 im Nationalrat. 

## Auszeichnungen
- 2001 Goldenes Ehrenzeichen für Verdienste um das Land Wien